# Френк М. Робінсон
Френк М(алкольм) Робінсон (англ. Frank M. Robinson; 9 серпня 1926, Чикаго, штат Іллінойс, США — 30 червня 2014, Сан-Франциско, штат Каліфорнія, США) — американський письменник у жанрі наукової фантастики та технотрилерів. Крім того, він був спічрайтером політика Гарві Мілка та призначеним наступником Мілка на випадок його смерті, але відмовився бути призначеним або балотуватися на посаду.

## Життєпис
Народився Робінсон в Чикаго, Іллінойс. Робінзон був сином фальсифікатора чеків. Він почав у підлітковому віці, працюючи копіювачем для «International News Service», а потім став офісним хлопцем у Зіффа Дейвіса. Він був призваний до військово-морського флоту для участі у Другій світовій війні, а коли його турне закінчилося, відвідав коледж Белуа, де отримав спеціальність фізика, який закінчив у 1950 році. Він не міг знайти роботи як письменник, тож повернувся на флот і служив у Кореї, де продовжував писати та читати, а також публікувався в журналі «Аналог: наукова фантастика та факти».
Після військово-морського флоту він навчався в аспірантурі журналістики, а потім працював у недільній чиказькій газеті. Незабаром він перейшов до «Сайнс дайджест» (англ. «Science Digest»), де працював з 1956 по 1959 рік. Звідти він перейшов у чоловічі журнали: «Rogue» (1959–65) і Cavalier (1965–66). У 1969 році «Плейбой» попросив його вести колонку Playboy Advisor . Він залишався там, не видаючи, що він гей, до 1973 року, відколи він перестав писати повний робочий день.
Після переїзду до Сан-Франциско в 1970-х Робінсон був спічрайтером гея-політика Гарві Мілка; у нього була невелика роль у фільмі «Мілк». Після вбивства Мілка Робінсон разом із Скоттом Смітом  був співвиконавцем останньої волі та заповіту Мілка.

## Творчість
Робінсон є автором 16 книг, редактором ще двох і написав численні статті. За трьома його романами знято фільми.
Перший сольний роман Робінсона «Влада» (англ. «The Power», 1956), написаний у жанрі надприродної наукової фантастики та присвячений фантастичній інтерпретації на тему державної змови про людей із надлюдськими здібностями, було вдало екранізовано у 1967 році; своїм детальним і жорстким описом маніпуляцій експериментаторів-військових з «малим колективом» добровольців-дослідників. Цим роман нагадує деякі інші антиутопії. Мета експерименту — перевірити здібності людини до виживання, ускладнені тим, що до складу групи ймовірно введено надлюдину, що перевершує ін. учасників здатністю до екстрасенсорного сприйняття.
Технотрилер «Скляне пекло», написаний у співавторстві з Томасом Н. Скортіа, був об’єднаний із «Вежею» Річарда Мартіна Стерна для створення художнього фільму «Пекло в піднебессі» 1974 року. «Золотий екіпаж» (англ. «The Gold Crew»), також написаний у співавторстві з Томасом Скортіа, був трилером про ядерну загрозу, знятим як міні-серіал NBC і перейменованим у «П'ята ракета» (англ. «The Fifth Missile»). Він також є автором цілої низки інших книг-катастроф у жанрі технотрилеру з елементами наукової фантастики у співавторстві зі Скортіа, зокрема «Криза Прометея», «Фактор кошмарів» і «Вибух».
До пізніших книг належать романи «Темрява за зорями» (1991) та оновлена версія «Влади» (2000), яка вийшла слідом за романом «Очікування» (1999), тематика якого схожа на «Владу». Ще один його роман — це медико-фантастичний трилер про крадіжку органів під назвою «Донор»  у дусі Робіна Кука.

## Гобі
У 1970-х роках Робінсон почав серйозно колекціонувати старовинні журнали про чтиво, читаючи які він виріс. Ця колекція породила книгу про історію палп-фікшн, тобто кримінальної літератури, яку можна побачити через їх яскраву обкладинку: «Кримінальна культура: журнали про мистецтво белетристики» (англ. «Pulp Culture: The Art of Fiction Magazines»; 1998, з Лоуренсом Дейвідсоном) Він відвідував численні целюлозні конференції та в 2000 році отримав нагороду Ламонта за заслуги на Палпконі (англ. Pulpcon).

## Вшанування
У 2009 році його ввели до Чиказької Зали слави геїв і лесбійок.

## Твори

### Романи
- Влада[en] (англ. «The Power», 1956)
- Скляне пекло[en] (англ. «The Glass Inferno», 1974, у співавторстві з Томасом Н. Скортіа)
- Криза Прометея (англ. «The Prometheus Crisis », 1975, у співавторстві з Томасом Н. Скортіа)
- Фактор кошмару (англ. «The Nightmare Factor», 1978, у співавторстві з Томасом Н. Скортіа)
- Золотий екіпаж (англ. «The Gold Crew», 1980,  у співавторстві з Томасом Н. Скортіа)
- Великий поділ (англ. «The Great Divide», 1982, у співавторстві з Джоном Ф. Левіним)
- Підривай! (англ. «Blow Out!», 1987, у співавторстві з Томасом Н. Скортіа)
- Темрява за зірками[en] (англ. «The Dark Beyond the Stars», 1991)
- Смерть маріонетки (англ. «Death of a Marionette», 1995, у співавторстві з Полом Галлом)
- Очікування (англ. «Waiting», 1999)
- Донор (англ. «The Donor», 2004)

### Збірки творів короткої форми та повісті
- Життя в день... та інші оповідання (англ. «A Life in the Day of... », 1981).
- Втемну крізь мої окуляри, за редакцією Робін Вейн Бейлі (англ. «Through My Glasses Darkly», 2002). Містить 5 оповідань:

## Повісті
- «Вогнем і мечем» (1951).
- «Планета Санта-Клауса» (1951).
- «Сезон полювання» (1951).
- «Оповідання без назви» (1951).
- «Дівчата з Землі» (1952).
- «Океани широкі» (1954).
- «Діти тупика космосу» (1954).
- «Космічний диверсант» (1955).
- «Розшукується: один здоровий чоловік» (1955).
- «Затонулий корабель Джон Б.» (1967).
- «Вітер східний, вітер західний» (1972).
- «Причини» (1997).
- «Привид Варварського узбережжя» (1995).
- «Хлопчик на дорученнях» (2010).

### Оповідання
- «Лабіринт» (1950)
- «Неохочі герої» (1951).
- «Ситуація тридцята» (1951)
- «Два тижні в серпні» (1951)
- «За межами ультрафіолетового» (1951)
- «Удачі, Колумбе!» (1951)
- «Ви повинні вірити» (1951)
- «Точка зору» (1953)
- «Нічна зміна» (1953)
- «М'язова людина» (1953)
- «Вікторина» (1953)
- «День, коли кінець світу» (1953)
- «Рішення» (1953)
- "Гарантовано - Назавжди!" (1953)
- «Сирена звучить опівночі» (1953)
- «Посадили!», він же «Спостерігач» (1953)
- «Квартал у слоті» (1954)
- «Самотня людина» (1954)
- «Світи Джо Шеннона» (1954)
- «Тисяча миль вгору» (1954)
- «Вулиця мрій» (1955)
- «Чотири години до вічності» (1955)
- «Ви не ходите самі» (1955)
- «Ровер, яким я буду» (1960)
- «Життя в день...» (1969)
- «Всю дорогу вниз» (1974)
- «З Різдвом Христовим, № 30267» (1993)
- «Найвеличніше вмирання» (1993)
- «1969 Привітайся, вітайся, рок-н-рол» (1994)
- «Вітаю, вітаю, рок-н-рол» (1994)
- «Вибір дилера» (1994)
- «Один місяць 1907-му році» (1994) (зібрано в антології альтернативної історії Майка Резника «Альтернативні розбійники» (англ. «Alternate Outlaws»)
- «Непомилковість, слухняність і каяття» (1997) (зібрано в антології альтернативної історії Майка Резніка «Альтернативні тирани» (англ. «Alternate Tyrants»)
- «Історія кохання» (2003)

### Вірші
- Нижні сади (1945)

### Нехудожня література
Автобіографії

- Не такий хороший гей: мемуари (2017)

Посібники

- Кримінальна культура: журнали про мистецтво белетристики (англ. «Pulp Culture: The Art of Fiction Magazines»; 1998, з Лоуренсом Дейвідсоном)
- Наукова фантастика 20-го століття: ілюстрована історія (1999)

Самопоміч

- Терапевтичне відтворення: ідеї та досвід (1974)
- Цілісний погляд на дитину-інваліда: застосування в кемпінгу, відпочинку та громадському житті (1985)
- Подолання + плюс: Виміри інвалідності (англ. «Coping+plus: Dimensions of Disability»; 1995, з Двайтом Вудвортом молодшим, Доу Вестом)